# Città di Redland
La città di Redland è una Local Government Area che si trova nel Queensland. Si estende su  una superficie di 537,1 chilometri quadrati e ha una popolazione di 138.666 abitanti. La sede del consiglio si trova a Cleveland.